# Ламбиновице (гмина)
Ламбиновице (пол. Łambinowice) — сельская гмина (волость) в Польше, входит как административная единица в Нысский повет, Опольское воеводство. Население — 8264 человека (на 2004 год).

## Демография
| Перепись                       | Всего   | Всего | Женщины | Женщины | Мужчины | Мужчины |
| ------------------------------ | ------- | ----- | ------- | ------- | ------- | ------- |
| Единицы                        | человек | %     | человек | %       | человек | %       |
| Население                      | 8264    | 100   | 4096    | 49,6    | 4168    | 50,4    |
| Плотность населения (чел./км²) | 66,8    | 66,8  | 33,1    | 33,1    | 33,7    | 33,7    |

## Сельские округа
1. Белице
2. Будзешовице
3. Дрогошув
4. Ясеница-Дольна
5. Лясоцице
6. Ламбиновице
7. Малежовице-Вельке
8. Маньковице
9. Пёнтковице
10. Совин
11. Шадурчице
12. Вежбе
13. Окопы
14. Бардно
15. Двожиско

## Соседние гмины
1. Гмина Корфантув
2. Гмина Немодлин
3. Гмина Ныса
4. Гмина Пакославице
5. Гмина Скорошице
6. Гмина Туловице